# Тривет, Николай
Николай Тривет, или Тревет (англ. Nicholas Trivet, англо-норм. Nicolas Trevet, лат. Nicolaus Trivetus; род. 1257, или 1258 — ум. 1328, или 1334, или 1335), также Николас Триве, или Треве (как он сам писал своё имя) — англо-нормандский историк, хронист и богослов, монах-доминиканец, автор «Анналов шести королей Англии» (лат. Annales sex regum Angliae). 

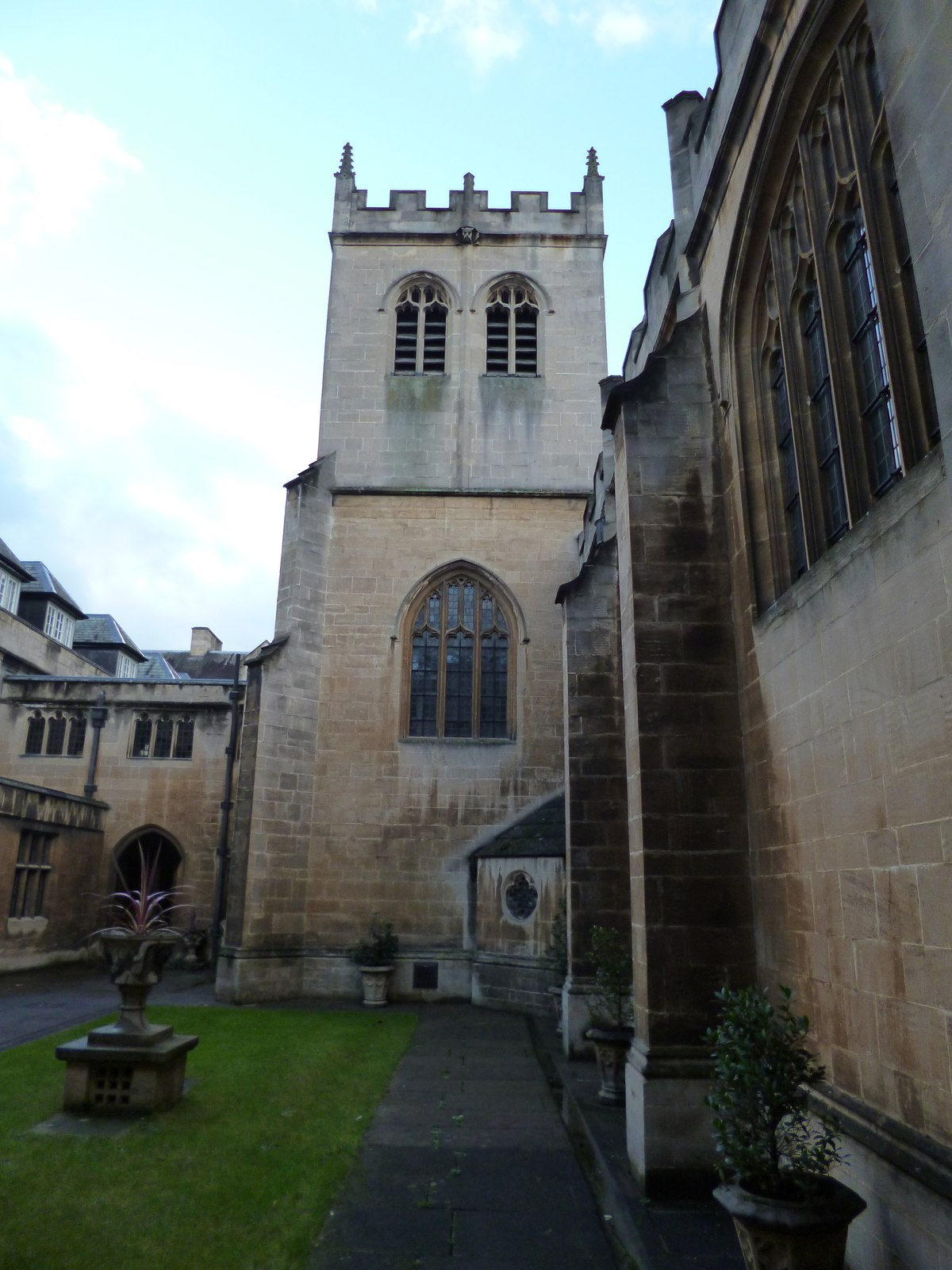
Здание приората доминиканцев в Оксфорде, XIII—XIV вв.

## Биография

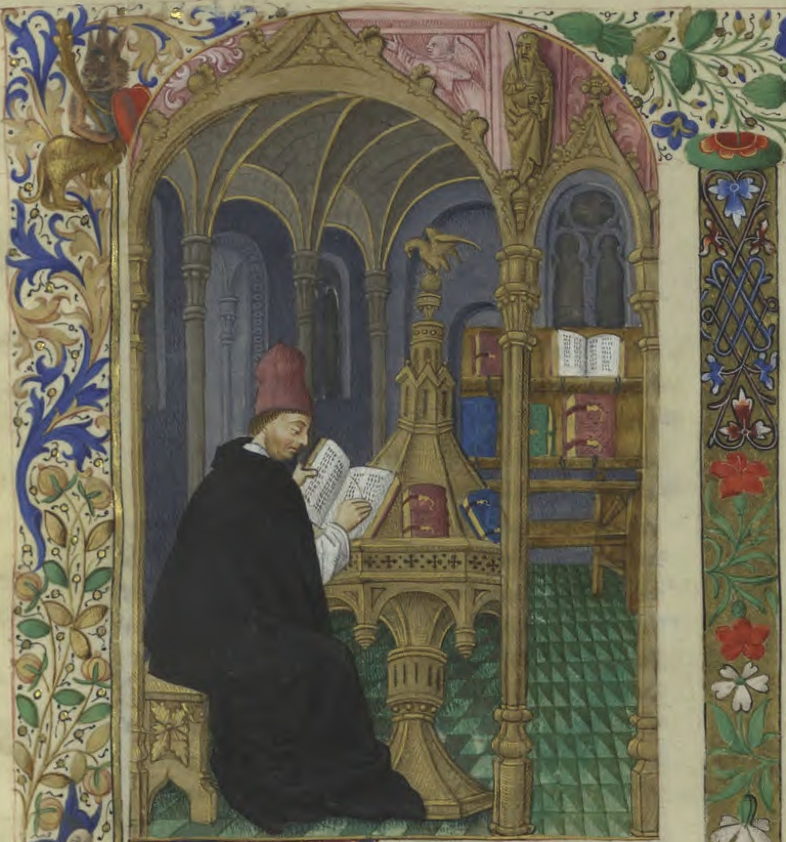
Николай Тривет за работой. Миниатюра французской рукописи «Expositio viginti Librorum Titi Livii», 1462—1470 гг. Национальная библиотека Португалии

Родился около 1258 года в Сомерсете в семье сэра Томаса Тревета (ум. 1283), выходца из норфолкского или сомерсетского рыцарства, занимавшего в 1268—1271 годах должность королевского судьи в Дорсете, которому в августе 1272 года поручено было вести следствие над бунтовщиками и поджигателями Нориджского собора. 
Учился сначала в Оксфорде, а затем в Париже, где, по его собственным словам, уже интересовался историческими сочинениями и хрониками, извлекая из них всё, имевшее отношение к истории Англии. Не позже 1280 года стал в Лондоне монахом Доминиканского ордена. В 1314 году вернулся с континента, проникшись там идеями томизма, чтобы преподавать богословие в Оксфорде, но в 1318-м находился уже при дворе папы Иоанна XXII в Авиньоне.
Дальнейшая его жизнь известна мало, известный историк и антикварий эпохи Тюдоров Джон Лиланд в середине XVI века писал, что он был приором монастыря своего ордена в Лондоне, где в сентябре 1324 года читал лекции, а также посетил церковь Санта-Мария-Новелла во Флоренции.
Умер не ранее 1328 или 1330 года, возможно, в Оксфорде, в возрасте не менее 70 или 73 лет.

## Сочинения
Основным историческим сочинением Николая Тривета являются «Анналы шести королей Англии, происходящих от графов Анжуйских» (лат. Annales sex regum Angliae qui a comitibus Andegavensibus originem traxerunt), составленные в начале 1320-х годов на латыни и содержащие ценные  сведения по истории королевства и сопредельных стран, начиная с 1135 года, начала правления Стефана Блуаского, и до 1307 года, смерти Эдуарда I Длинноногого.
В предисловии к анналам Тривет заявляет, что посвящает их не столько истории королей, сколько истории английского народа, а также «памятным деяниям жрецов и римских императоров, деяниям королей Франции, а также некоторых других современников поименованных королей Англии». Особенно интересны свидетельства о событиях последних годов правления Генриха III и времён Эдуарда I (1272—1307), современником которых являлся автор. Анналы сохранились более чем в 15 рукописях XIV—XV веков, важнейшими из которых считаются MS 304 из библиотеки Куинз-колледжа и MS 256 из собрания Мёртон-колледжа Оксфордского университета, а также MS 46 и MS 220 из коллекции Арундела и MS 29 из коллекции Харли Британской библиотеки (Лондон).
В 1333—1334 годах Тривет составил также на англо-нормандском языке «Хроники» (англо-норм. Les Cronicles) от сотворения мира до понтификата Иоанна XXII, которые посвятил дочери короля Эдуарда I Марии Вудстокской, из-за чего они также носят название «Хроник отца Николая Тревета, посвящённых госпоже Марии» (фр. Les Cronicles qe frere N. Trevet escript a dame Marie). Они сохранились не менее чем в 13 манускриптах из собраний Британской библиотеки, Бодлианской библиотеки Оксфордского университета, библиотеки Тринити-колледжа Кембриджского университета, Национальной библиотеки Франции, библиотеки Лейденского университета, Национальной библиотеки Швеции и библиотеки Хоутона Гарвардского университета, наиболее поздняя из которых переписана около 1400 года. Содержащееся в тексте «Хроники» Тривета средневековое предание о Констанции, развитое позже в бретонской поэме «Эмаре», послужило источником сюжета для одного из «Кентерберийских рассказов» Джефри Чосера («Рассказ юриста»). 
Среди других исторических сочинений Тривета можно назвать «Анналы от Сотворения мира до Воплощения Христа» (лат. Annales ab origine Mundi ad Christum natum), излагающие историю первых пяти августиновских эпох мира и посвящённые кентерберийскому архидиакону Хью Ангулемскому (1326—1332), которые сохранились не менее чем в семи рукописях из Британской библиотеки, Национальной библиотеки Франции, Национальной центральной библиотеки Флоренции, Берлинской государственной библиотеки и Епископской библиотеки Клагенфурта (Австрия), а также «Перечень англосаксонских королей времён гептархии» (лат. Catalogus regum anglo-saxonum durante heptarchia).
В соответствии с традициями своего ордена, при составлении анналов и хроник Тривет использовал преимущественно исторические труды своих предшественников, а не архивные материалы. В качестве его источников можно назвать такие сочинения, как «Римская история» Тита Ливия, «Жизнь двенадцати цезарей» Светония, «Гексапла» Оригена, «Церковная история» Евсевия Кесарийского, «О Граде Божьем» Августина, «Всемирная хроника» Беды Достопочтенного, «Англосаксонская хроника», «Всемирная хроника» Сигеберта из Жамблу, «История королей Британии» Гальфрида Монмутского, «Деяния английских королей» Уильяма Мальмсберийского, «Схоластическая история» Петра Коместора, «Великая хроника» Матвея Парижского, «Зерцало историческое» Винсента из Бове и «Золотая легенда» Иакова Ворагинского.
Тривет является также автором многих богословских, схоластических и литургических трактатов, в том числе «Рассуждения о судьбе» (лат. De Fato cum Opusculis Theologicis), «Кводлибет» (лат. Quodlibet), «Из Солсберийского канона от заката до полудня» (лат. In Canones Eclipsium ad Meridiem Sarum), «Из Псалтыри» (лат. In Psalterium), «О расчётливости иудеев» (лат. De Computo Hebreorum), «Вопросы ординария» (лат. Quaestiones ordinariae), комментариев к Титу Ливию (лат. Expositio in Leviticum, Expositio viginti Librorum Titi Livii), к Сенеке (лат. Commento all'Oedipus di Seneca, Expositio in Senec de Morte Claudii), к Боэцию и к Священному писанию, а также переводов на латыни, англо-нормандском и французском языках, сохранившихся более чем в 100 рукописях в библиотеках Англии, Франции, Германии и пр. В частности, составил комментарии в двенадцати книгах к вышеназванному трактату Августина «О граде Божьем» (лат. Commentaire sur le De civitate Dei).

## Издания
Исторические и богословские труды Николая Тривета довольно рано сделались предметом интереса со стороны образованных кругов католического духовенства, в том числе при папском дворе в Авиньоне, где они были представлены кардиналом-епископом Остии Никколо Альберти (1303—1321), в личной библиотеке которого числилось не менее пяти сочинений Тривета.
«Анналы шести королей Англии» впервые были напечатаны в 1668 году в Париже учёным монахом-мавристом Люком д’Ашери, в 1719 году выпущены в Оксфорде антикварием Энтони Холлом, а в 1845 году Томасом Дж. Хоггом подготовлено было их новое комментированное издание для Английского исторического общества.
Англо-нормандские «Хроники» полностью никогда не издавались, за исключением отрывков, опубликованных в трудах церковного историка и антиквария XVII века Генри Спелмана.

## Семья
Родственником его был сэр Томас Тривет (ум. 1388), рыцарь, отличившийся во Франции на полях Столетней войны.

## Публикации
- Николай Тривет. Анналы шести королей Англии, происходящих от графов Анжуйских. Извлечения, относящиеся к Эдуарду I / Пер. Д. М. Петрушевского // Памятники истории Англии XI—XIII вв. — М.: Соцэкгиз, 1936.

- Nicolai Triveti, Dominicani. Annales Sex Regum Angliae. E praestantissimo Codice Glastoniensi nunc primum emendate edidit Antonius Hall, A. M. Coll. Regin. Oxon. Socius. — Oxonii, 1719.
- Annales sex regum Angliæ, qui a comitibus Andegavensibus originem taxerunt. — Londini, sumptibus Societatis, 1845.
- Nichola Trevet. Commento all'Oedipus di Seneca, ed. di Alessandro Lagioia.— Bari: Edipuglia, 2008. — (Quaderni di Invigilata lucernis, 35).
- Commento alla Medeea di Seneca Nicola Trevet, ed. di Luciana Roberti. — Bari: Edipuglia, 2004. — ISBN 88-7228-400-7.
- Commento alla Phaedra di Seneca Nicola Trevet, ed. di Maria Chiabó. — Bari: Edipuglia, 2004. — ISBN 88-7228-393-0.
- Commento alle Troades di Seneca Nicola Trevet, ed. di Marco Palma. — Roma: Edizioni di storia e letteratura, 1977.
- Commento alle Phoenissae di Seneca Nicola Trevet, ed. critica a cura di Patrizia Mascoli. — Edipuglia, 2007. — (Quaderni di Invigilata Lucernis, 31).